# ハルモス代数
数理論理学におけるハルモス代数（ハルモスだいすう、英: Halmos algebra）あるいは多進代数（たしんだいすう、英: Polyadic algebra） はポール・ハルモスの導入した代数的構造で、ブール代数が命題論理を記述するというのと同様の意味において、一階述語論理を形式化するものである。（リンデンバウム–タルスキ代数の項を参照。）
同じように一階論理を記述する他の代数として、（一階論理が等号付きの場合）アルフレッド・タルスキの円筒代数 およびウィリアム・ローヴェアの函手的意味論（圏論的アプローチ）などを挙げることができる。

## 関連文献
- Halmos, Paul (1962), Algebraic Logic, New York: Chelsea Publishing